# S/2006 S 19
S/2006 S 19 es un satélite natural de Saturno. Su descubrimiento fue anunciado por Scott S. Sheppard, David C. Jewitt, Jan Kleyna, Edward Ashton, Brett J. Gladman, Jean-Marc Petit y Mike Alexandersen el 15 de mayo de 2023 a partir de observaciones realizadas entre el 5 de enero de 2006 y el 9 de julio de 2021.
S/2006 S 19 tiene un diámetro aproximado de 4 kilómetros y orbita Saturno a una distancia de 23.263 Gm en 1324.68 días, con una inclinación de 174.1°, en órbita retrógrada y una excentricidad de 0.575°. S/2006 S 19 pertenece al grupo Nórdico y es una de las lunas más alejadas de Saturno debido a su alta excentricidad.